# Jean-François Bizot
Jean-François Bizot   (15è districte de París, 19 d'agost de 1944 - 15è districte de París, 8 de setembre de 2007) ha estat un home de premsa, literatura, ràdio i cinema francès.

## Biografia
Últim dels cinc fills d'Ennemond Bizot (1900-1988), enginyer politècnic, president d'empreses químiques (Rhône-Poulenc…), membre de la junta de descomptes i del consell assessor de la Banque de France, i de Marguerite Gillet (1904-1986), casats el 1925, descendia per ambdós pares de l'alta catòlica burgesia de Lió, propietària de diverses empreses tèxtils (entre elles Rhodiaceta). Un dels seus oncles, el financer Henry Bizot, va ser un dels fundadors de Témoignage chrétien
Els seus besavis de Lille, Clémence Lepoutre i Albert Motte, també estaven al capdavant d'una poderosa indústria tèxtil. El seu avi, Pierre-François Lepoutre (1735-1801), va ser elegit diputat per Lille als Estats generals.
Format pels Jesuites de Versalles, Jean-François Bizot va estudiar a la Facultat d'Economia i a la Lletres de París, després a l'Escola Nacional d'Indústries Químiques de Nancy (promoció de 1966). Va ser enginyer-economista al Bureau d'informació i previsió econòmica (BIPE), després es va convertir en periodista a L'Express de 1967 a 1970, període durant el qual Jean-Jacques Servan-Schreiber el va enviar als Estats Units. Allà, entre d'altres, coneix el moviment de Kerouac i Ginsberg, i informa del seu primer article publicat. Políticament, va seguir durant un temps el Maoistes, després el PSU, però ràpidament va triar el camí llibertari del qual no es desviaria.
Hereu d'una família benestant, Jean-François Bizot va decidir posar els seus diners al servei de la contracultura i de lunderground. El maig de 1970, es va fer càrrec de la revista Actuel, el primer òrgan de la Premsa lliure que innova amb els seus temes peculiars i contestataris així com el seu model colorit, amb en particular Michel-Antoine Burnier, Patrick Rambaud, Jean-Pierre Lentin. El 1972, va crear el grup de premsa independent Nova Press, el nom del qual va ser inspirat en una novel·la de William Burroughs.
És un apassionat de totes les cultures alternatives molt abans de la seva època, des del moviment hippie fins al hip-hop fins a la música electrònica techno. Introdueix als francesos els dibuixos de Robert Crumb, el rock psicodèlic, però també el rap. Amb Actuel, acompanya des dels seus inicis moviments socials a l'època ocults o reprimits: reconeixement dels homosexuals, antiracisme, ecologia, alliberament de la dona, dret a l'avortament, alliberament sexual, pornografia.
Actuel es convertirà en un diari mític als ulls dels periodistes, un veritable laboratori d'idees i caldo de cultiu del talents.
Jean-François Bizot va ser cofundador de Radio Nova el 1981, i aquesta ràdio també es va convertir en un caldo de cultiu per a periodistes i humoristes com Philippe Vandel, Karl Zéro, Édouard Baer, Ariel Wizman, Jamel Debbouze o fins i tot Tariq Krim.
Quan Actuel es va deixar de publicar el 1995, va crear el mensual urbà parisenc Nova Mag, que va tancar el 2004. El diari va ser dirigit successivament per Patrick Zerbib, Catherine Nerson, Vincent Borel, Emmanuel Tellier, Bruno Costemalle. Mentrestant, es va fer càrrec de TSF, “ràdio jazz”, amb Frank Ténot.
Va morir, als 63 anys, d'un càncer de bufeta el 8 de setembre de 2007. Va escriure un llibre sobre aquesta malaltia que havia patit durant diversos anys: Un moment de faiblesse, el 2003. La ministra de la Cultura, Christine Albanel, va retre homenatge a aquesta "pionera de les cultures alternatives, curiós de tot" i Bernard Kouchner va aclamar un "formidable company de aventures" i un "pioner que va saber casar amb els contorns del seu somni.»

### Cinema
- 1972: La Route
- 1995: La Route des gitans
- 1995: Get Up, Stand Up : l'Histoire du reggae

### Assaigs
- C'est demain la veille, entretiens, coescrit amb Jean-Pierre Lentin, Daniel Meyer, Alain Gourdin, Paris, Actuel - Seuil, 1973.
- Au parti des socialistes, enquête avec Léon Mercadet i Patrice Van Eersel, Paris, Grasset, 1975.
- Underground. L’Histoire, Paris, Actuel - Denoël, 2001.
- Vaudou et compagnies. Histoires noires de Abidjan à Zombies, Paris, Actuel - Panama, 2005
- Paul Rebeyrolle - Plongeons dans la peinture, Eymoutiers, Éditions de l'Espace Paul Rebeyrolle, 2005.
- Revu et corrigé, Paris, Scali, 2005.
- Free Press : la Contre-culture vue par la presse Underground, Paris, Actuel - Panama, 2006, rééd. Nova Éditions, 2010.
- Le cannabis et moi : De 15 à 65 ans, 200 fumeurs racontent, ambc Jean-Pierre Lentin, Paris, Actuel - Panama, 2007.
- Jean-François Bizot présente la New Wave, concocté par Mariel Primois et Jean Rouzaud, Paris, Actuel - Panama, 2007.

### Novel·les, poemes i narracions
- Les Déclassés, Éditions du Sagittaire, 1976, rééd. Paris, Grasset, 2003.
- Les Années blanches, Paris, Grasset, 1979.
- Un moment de faiblesse, Paris, Grasset, 2003.[7]
- Une bonne correction, Paris, Actuel - Panama, 2005 ; ici, il s'agit de poèmes originaux modifiés par Bizot.

### Traduccions
- Charles Bukowski, Contes de la folie ordinaire, tr. de l'américain avec Léon Mercadet, 1977, Livre de Poche, 1983.